# Isaac Lidsky
Isaac Jared Lidsky (30 juli 1979) is een Amerikaans acteur.
Lidsky brak in 1993 door met zijn rol in televisieserie Saved by the Bell: The New Class. Hij stapte uit de serie in 1994. In dat jaar had hij ook nog een rol in de televisiefilm Summertime Switch. Hij bleef altijd goed bevriend met Saved by the Bell collega Jonathan Angel
Hierna eindigde zijn carrière als acteur alweer. Hij werd namelijk, op 15-jarige leeftijd, aangenomen bij Harvard en verkoos dat boven een filmcarrière. Hij studeerde hier af toen hij 19 jaar oud was. Vervolgens ging hij naar de Hardvard College en studeerde hier in 1999 af aan computertechniek.
Lidsky heeft de oogziekte Retinitis pigmentosa. Hij ziet slecht en wordt uiteindelijk blind.
Lidsky is getrouwd met Dorothy Johnston.